# Vorstelijk Liechtensteinse Orde van Verdienste

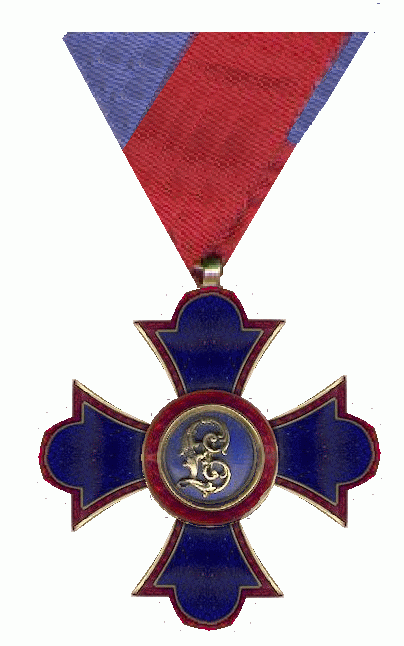
Kruis

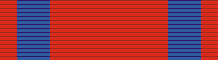
Ribbon

De Vorstelijk Liechtensteinse Orde van Verdienste, (Duits: "Der fürstliche liechtensteinische Verdienstorden"), is een op 22 juli 1937 ingestelde Liechtensteinse ridderorde. De stichter, Vorst Frans Josef I van Liechtenstein had zijn uitgestrekte bezittingen in Bohemen en Hongarije verloren en richtte, nu er geen Keizerlijk hof in Wenen meer was, zijn aandacht voor het eerst op zijn kleine, afgelegen, vorstendom. Om daar een nieuwe en doeltreffende regering te kunnen vestigen werd een ridderorde met vijf graden gesticht. Men verleent de orde aan Liechtensteiners en vreemdelingen voor bestuurlijke en sociale verdiensten. De regerend vorst is Grootmeester van deze orde.

## Graden
- De Grote Ster (Duits: "Gross-Stern des fürstlich liechtensteinischen Verdienstordens"

De grootkruisen dragen het kleinood van de orde aan een grootlint op de linkerheup en de gouden ster van de orde op de linkerborst. Men kan spreken van een Bijzondere Klasse van de Orde die voor staatshoofden bestemd is.
- Grootkruis met briljanten (Duits "Grosskreuz mit Brillanten des fürstlich liechtensteinischen Verdienstordens")

Deze grootkruisen dragen het met edelstenen versierde kleinood van de orde aan een grootlint op de linkerheup en de eveneens kostbaar ingelegde zilveren ster van de orde op de linkerborst.
- Grootkruis (Duits: "Grosskreuz des fürstlich liechtensteinischen Verdienstordens")

De grootkruisen dragen het kleinood van de orde aan een grootlint op de linkerheup en de zilveren ster van de orde op de linkerborst
- Grootofficierskruis (Duits: "Komturkreuz mit dem Stern des fürstlich liechtensteinischen Verdienstordens")

De Grootofficieren dragen een kleinood aan een lint om de hals en een ster met korte diagonale stralen op de borst.
- Commandeurskruis (Duits: "Komturkreuz des fürstlich liechtensteinischen Verdienstordens")

De Commandeur draagt een groot uitgevoerd kleinood van de Orde aan een lint om de hals.
- Ridderkruis (Duits: "Ritterkreuz des fürstlich liechtensteinischen Verdienstordens")

De Ridder draagt een kleinood aan een lint op de linkerborst.
Er zijn twee medailles of Eretekens, in goud en zilver, aan de orde verbonden. Men draagt dit "fürstlich liechtensteinisches goldenes of silbernes Verdienstzeichen" aan het lint van de orde op de linkerborst.

## Privileges
Afgezien van het recht om de versierselen te dragen zijn aan deze orde geen voorrechten zoals adeldom, een bijzondere plaats in het protocol, een heraldisch pronkstuk of een vermeerdering of een adellijke titel verbonden. De bezitters mogen zich wel "Inhaber des Großkreuzes", "Komtur mit dem Stern", "Komtur" en "Ritter im fürstlich liechtensteinischen Verdienstordens" noemen.

## Het kleinood

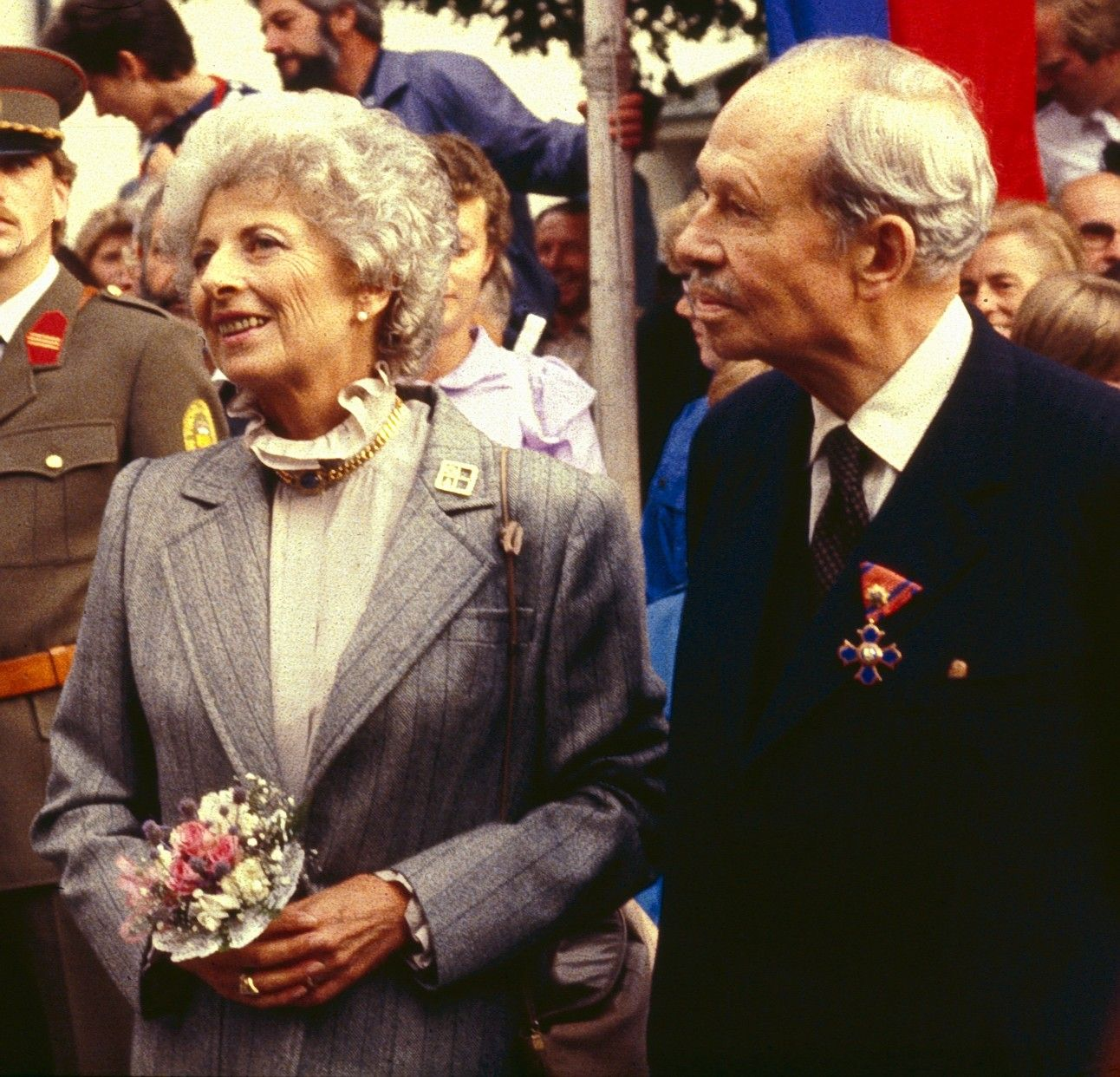
Franz Josef II vorst van Liechtenstein met een Kleine decoratie waarop het gouden miniatuur van een Grote Ster is bevestigd.

Het kleinood of kruis is een blauwgeëmailleerd Crois Pommée", dat wil zeggen een kruis met rondingen op de uiteinden van de armen, met rode ring en rode randen. In het medaillon staat een gotische "L" voor Liechtenstein op de voorzijde en een "FJ" op de keerzijde. Het lint is blauw en rood. Men maakt het naar Oostenrijkse zede in een driehoeksvorm op. Het grootlint eindigt niet in een strik maar in een grote rozet met een diameter van 10 centimeter.
De vier hoogste graden dragen soms het ridderkruis met een gouden of zilveren ster, een ruitvormige plaque of een miniatuur van het kruis op hun lint. Deze draagwijze noemt men een "Kleine decoratie". Daarmee wordt aangeknoopt bij een oude Oostenrijkse traditie.
De medailles zijn gelijk aan de kruisen maar zij zijn niet geëmailleerd.
De kruisen zijn door de Weense juweliers Mssrs. Anton Reitterer geleverd.